# Почаївська друкарня
Почаївська друкарня — видавничий заклад при монастирі у Почаєві на Волині (тепер у Тернопільській обл.), важливий осередок українського культурного життя у XVIII — на початку XIX ст.

## Історична довідка
З 1618 року в Почаєві діяла мандрівна друкарня Кирила Транквіліона Ставровецького, близько 1730 року засновано друкарню при монастирі василіян заходами луцького греко-католицького єпископа Феодосія Лубенецького-Рудницького та ігумена Гедеона Козубського.
Першим великим книжковим виданням друкарні був «Служебник» (1734 —1735). Крім літургічних книг, видавались проповіді, повчання, панегірики, підручники. До найважливіших друків належать збірка «Гора Почаєвська», яка включала між іншим житіє Йова Заліза (кілька видань), нотний «Ірмологіон» (1766 і 1775), збірка повчань і проповідей «Народовіщаніє» (перше видання 1768), «Богословія наравоучителная» П. Антуана (перше видання 1776), «Богогласник» (1790 —1791), «Біблія» (1798, передрук з київського видання). Найбільший український стародрук, який видано у друкарні — «Євангеліє, або благовістя благодухновенних євангелістів».
Наприкінці XVIII ст. Почаївська друкарня була єдина, що випускала книжки українською мовою, близькою до розмовної (правила доброго тону «Політика світська», порадник І. Ленкевича «Книжиця для господарства…», «Науки парохіяльнія» о. Юліяна Добриловського, 1792, 1794 та ін.). Видавалися повчальні і богословські твори українських письменників, що писали мовами церковнослов'янською (Йоасаф Кроковський, Йосиф Торжевський, Ампліат Крижанівський), латинською (Мануїл Ольшавський, Корнилій Срочинський, Тимофій Щуровський), польською (Порфирій Важинський, Пантелеймон Кульчицький, Гнат Филипович). Латинською мовою надруковано посібники з граматики, риторики і філософії, тези філософських диспутів у василіянських монастирях Луцька й Підгірців, документи з історії української церкви, каталоги ченців, польською — посібники з фізики й геометрії, книжку про мінеральні води, вірші, п'єси і промови польського письменника Вацлава Жевуського, програми вистав з Володимирської василіянської школи. Друкувалися також книги на замовлення російських старообрядців.
У XVIII — на початку XIX ст. тут було надруковано більше оригінальних творів українських письменників, ніж в усіх інших друкарнях України. Всупереч вказівкам ієрархії Почаївська друкарня підтримувала зв'язки з Києво-Печерською друкарнею, обмінювалися з нею працівниками і виданнями, сприяла в поширенні книжок.
У різний час префектами (керівниками) друкарні були Адріян Громачевський (1739—1741), Спиридон Коберський (кін. XVIII ст.), редакторами і коректорами Алімпій Лясковський, Арсеній Сіницький. До оформлення друків залучалися визначні гравери Андрій Голота, Йосип (Юзеф) Ґочемський, Федір Стрільбицький.

Митрополит Іларіон Огієнко казав: 
Уніатський період Почаївської друкарні… період її найбільшої слави, хоч і служила вона лише частині українського народу.
3 1831 року монастир передано Російській православній церкві і названо лаврою. У другій половині XIX — на початку XX ст. (до 1914) Почаївська друкарня друкувала релігійну літературу, збірки пісень (у тому числі перевидання «Богогласника»), «Волинські єпархіальні відомості», чорносотенний «Почаївський листок».
За неповним списком А. Петрушевича, в період з 1618 до 1831 років у Почаєві було надруковано майже 190 книг .